# بنی، پانگاسینان
بنی، پانگاسینان (به لاتین: Bani, Pangasinan) یک منطقهٔ مسکونی در فیلیپین است که در پانگاسینان واقع شده‌است.

## خصوصیات
بنی ۱۷۹٫۶۵ کیلومترمربع مساحت دارد.